# Đồng Thắng, Triệu Sơn
Đồng Thắng là một xã thuộc huyện Triệu Sơn, tỉnh Thanh Hóa, Việt Nam.
Xã Đồng Thắng có diện tích 6,8 km², dân số năm 1999 là 5020 người, mật độ dân số đạt 738 người/km².